# Hasso von Bredow (officier de marine)
Pour les articles homonymes, voir Famille von Bredow, Hasso von Bredow (général) et Bredow (homonymie).
Hasso Albrecht Ferdinand von Bredow, né le 31 mars 1883 à Neuruppin et mort le 16 octobre 1966 à Cologne, est un officier de marine allemand, en dernier lieu contre-amiral de la Kriegsmarine.

## Biographie
Hasso von Bredow est le fils du général d'infanterie Hasso von Bredow (1851-1922) et de sa femme Emilie, née von Zeuner (1859-1953). Son frère cadet est le major général Ferdinand von Bredow (1884-1934) .
Hasso von Bredow s'engage le 10 avril 1901 dans la Marine Impériale. Il sert entre autres comme 3e officier d'artillerie, puis comme 1er officier d'artillerie, sur le cuirassé principal König Albert et reste sur le navire jusqu'à la fin de la Première Guerre mondiale. Le 22 mars 1913, Bredow est promu capitaine de corvette.
Après la guerre, il sert dans la brigade navale von Loewenfeld (de). Il est accepté dans la Reichsmarine et y est promu le 8 mars 1920 lieutenant-commandant. Il devient plus tard le commandant de l'Académie navale de Mürwik. Il occupe ce poste du 6 octobre 1927 au 11 octobre 1929 et est promu capitaine de frégate et capitaine de vaisseau le 1er décembre 1928. En 1931, il cumule les fonctions de commandant de Kiel, de capitaine du port de Kiel et commissaire naval du canal Empereur-Guillaume (de). Le 30 septembre 1932, Bredow est libéré de la Reichsmarine avec le caractère de contre-amiral, mais est réactivé en 1933.
Hasso von Bredow est accepté dans la marine en tant qu'officier E. En 1936, il dirige le centre d'examen psychologique de la station navale de la mer Baltique (de). Du 4 septembre 1939 au 13 octobre 1939, il est à nouveau commandant de l'Académie navale de Mürwik. En tant que commandant côtier de Poméranie (de), il est affecté de juin 1940 à mars 1943, remplacé d'avril à mai 1941 par le contre-amiral Erich Mahrholz (de).
Le 29 octobre 1924 Bredow se marie avec Maria Ludowigs (né en 1891) à Wülfrath.